# Gottfried Klepel
Gottfried Klepel (* 13. Juli 1928 in Chemnitz) ist ein deutscher Ingenieur im Bereich der Kohleveredlung und ehemaliger Funktionär der CDU der DDR. Für seine Partei war er langjähriger Abgeordneter in der Volkskammer und in der Regierung de Maiziere Staatssekretär für Innen- und Wirtschaftspolitik beim Amt des Ministerpräsidenten.

## Leben
Klepel wurde am 13. Juli 1928 als Sohn eines Reichsbankinspektors in Chemnitz geboren und wuchs dort im Stadtteil Bernsdorf auf. Nach bestandenem Abitur erhielt er 1949 eine Zulassung zum Studium an der Bergakademie Freiberg, wo er bis 1954 studierte. 1949 trat er auch in die CDU ein und wurde Mitglied in der DDR-Einheitsgewerkschaft FDGB. Nach Ende des Studiums wurde Klepel im Rahmen einer Aspirantur als wissenschaftlicher Assistent an der Freiberger Lehreinrichtung übernommen. In dieser Zeit konnte Klepel zu seiner Dissertation Untersuchungen zur Rheologie der Steinkohlen forschen, mit der er 1958 zum Dr. Ing. promoviert wurde. Zu dieser Zeit war er seit 1957 bereits im Volkseigenen Betrieb (VEB) Kombinat „Otto Grotewohl“ Böhlen beschäftigt, wo er bis 1959 zunächst als Verfahrensingenieur tätig war. Das Kombinat war aus der Aktiengesellschaft Sächsische Werke hervorgegangen und nach dem Zweiten Weltkrieg zunächst als sogenannter SAG-Betrieb geführt. Es umfasste bis in die 1960er Jahre einen Tagebau, eine Brikettfabrik, ein Werk zur Herstellung synthetischen Benzins aus Braunkohle und ein Großkraftwerk.
Innerhalb dieses republikweit bedeutenden Braunkohleveredelungswerkes trieb Klepel seine Karriere voran. Von 1959 bis 1963 leitete er die Technikabteilung im Bereich der Kohleveredlung. Anschließend wirkte er bis 1968 als Hauptabteilungsleiter im Bereich Kohleveredlung. Parallel dazu begann sich Klepel auch parteipolitisch zu engagieren. An seinem Wohnort Markkleeberg war er ab 1962 Mitglied des Vorstandes der CDU-Ortsgruppe. 1963 ließ er sich von seiner Partei erstmals als Kandidat für die Volkskammer aufstellen und wurde nach erfolgreicher Wahl deren langjähriger Abgeordneter.
1968 stieg Klepel zum Produktionsdirektor am Standort Böhlen auf. Dieser Aufstieg ging einher mit der Wahl in den FDGB-Bundesvorstand, in dem er bis 1972 Mitglied war. Die folgende Zeit bis 1971 als Produktionsdirektor war von enormen innerbetrieblichen Veränderungen geprägt. Im Rahmen des Chemieprogramms der DDR war auch der Standort Böhlen für die Erdölverarbeitung vorgesehen. Diese führte 1969 zunächst zur Erweiterung und Umbenennung des Kombinates Otto Grotewohl zum VEB Erdölverarbeitungskombinat Otto Grotewohl Böhlen. 1970 wurde dieses Kombinat wieder aufgelöst und die kohleverarbeitenden Betrieb dem neugegründeten Petrolchemischen Kombinat Schwedt zugeordnet. Ab 1971 wollte die DDR die Herstellungskapazitäten für Kunststoff und Kunstfasern schrittweise erhöhen. In diesem Zusammenhang wurde in Böhlen von 1972 bis 1974 ein Naphtha-Cracker gebaut, der im Juni 1975 in Betrieb ging. Von Planungsbeginn 1971 an betreute Klepel dieses Projekt als Anfahrleiter. Anschließend war er bis 1979 wieder als Produktionsdirektor tätig. 1979 wechselte er an das neugegründete Wissenschaftlich-Technische Zentrum Karbochemie, zu dessen Direktor er ernannt wurde. Diese Forschungseinrichtung leitete er bis zur politischen Wende 1989. Speziell in den 1980er Jahren beschäftigte sich Klepel dabei auch mit den Folgen der Braunkohleveredlung für die Umwelt. Im Rahmen der politischen Wende wurde der parlamentserfahrene Klepel nach den Volkskammerwahlen vom 18. März 1990 als Staatssekretär in die Regierung de Maiziere berufen. Er war dort im Amt des Ministerpräsidenten unter dem Leiter Klaus Reichenbach als Staatssekretär für Innen- und Wirtschaftspolitik zuständig.

## Ehrungen
- 1981 Vaterländischer Verdienstorden in Bronze[1]
- 1988 Vaterländischer Verdienstorden in Silber[2]